# 片中字幕

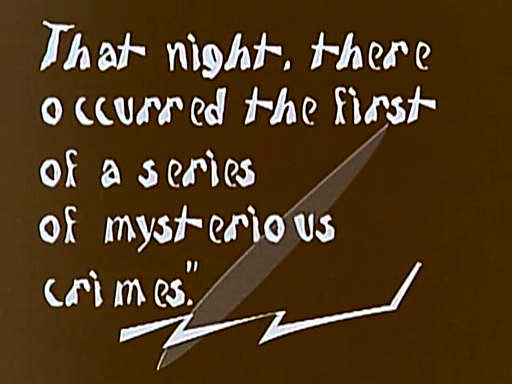
The Cabinet of Dr. Caligari（1920年）使用片中字幕

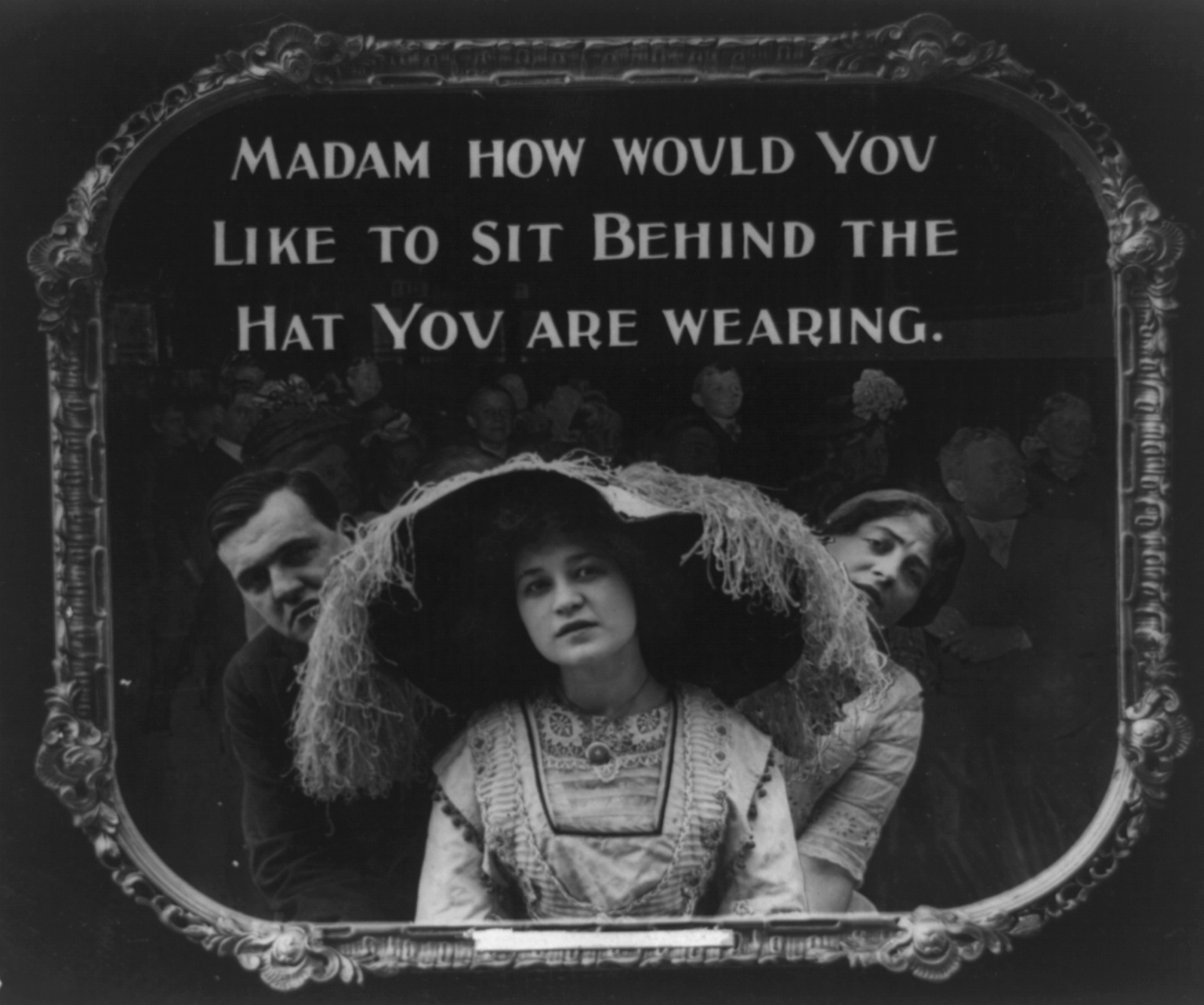
etiquette中的片中字幕(约1912)

在电影中，片中字幕，也称为标题卡，是一段被剪辑到影片中间（因此称片中）的印刷文字。用于传达对白的字幕被称为 “对白字幕”，用于推进叙事的字幕被称为 “叙事字幕”。在现代用法中，这些术语指在电影和电视节目开始或接近尾声时插入的类似文字。

### 默片时代
在默片时代，被命名为片中字幕之前，片中字幕大多被称为subtitle，但也被称为leaders、captions、titles和headings， 而且通常带有装饰艺术派主题。如果影片情节丰富，需要对白或旁白来说明发生的事件时，它们就了成为默片的主流。《英国电影目录》将1898年罗伯特•W•保罗（Robert W. Paul）的电影《我们的新仆人》（Our New General Servant）列为第一部使用字幕的英国电影。电影学者卡米拉•埃利奥特（Kamilla Elliott）指出，1901年的英国电影Scrooge, or, Marley's Ghost'是另一部较早使用字幕的影片。 1929 年的第1届奥斯卡金像奖颁奖典礼上，Joseph W. Farnham凭借电影Joseph W. Farnham获得了 “最佳编剧——标题卡”奖。之后，由于有声电影的日益普及，字幕不再被广泛使用，因此该奖项再也没有颁发过。

### 现代用法
现代用法中，字幕用于提供引文（epigraph），如诗歌，或通过标题卡来区分电影中表演的各种行为。不过，它们最常用于历史剧的尾声，以解释故事结束后片中人物和事件的走向。
随着原声音乐的发展，字幕叙事的作用逐渐消失（直到20世纪30年代，字幕仍常用于叙事，但不提供对白），但偶尔仍会作为一种艺术手段使用。例如，在Frasier中，字幕被当作一种噱头。BBC的电视剧Threads用它们来交代地点、日期和谢菲尔德（片中城市）以外发生的事情。Law & Order及其相关衍生剧不仅使用它们来交代地点，以及即将出现的场景的日期。Guy Maddin是一位以再现老电影风格而闻名的现代电影制作人，他也适当地使用了字幕。一些本地制作的节目，如智力竞赛游戏节目，亦会使用动画变体字幕来介绍下一轮。

### 业余使用
字幕在业余电影领域也有着悠久的历史。业余电影制作人在后期制作时为作品打上字幕开创了许多新颖方法。业余电影制作人通常无法获得高质量的电影配音，因此必须在影片拍摄时为字幕留出空间。字幕可以整齐地印在一张卡片或一块硬纸板上，然后拍摄，也可以粘在玻璃上。20世纪80年代初，随着数字录制技术的进步，字幕可以以数字格式制作并直接内嵌在胶片上。这一时期的一些专用配件，如索尼公司的HVT-2100 Titler和松下公司的Quasar VK-743和真力时公司的VC-1800等摄影机，都可用于为业余电影制作字幕。